# 棱果花
棱果花或深山野牡丹（学名：Barthea barthei）为野牡丹科深山野牡丹属下的一个种。